# フュエルド・バイ・ラーメン
フュエルド・バイ・ラーメン（Fueled by Ramen）とは、アメリカ合衆国ニューヨークのレコードレーベル。エモ・ポップパンク系のバンドが多く所属する。ワーナー・ミュージック・グループ傘下のレーベルで、日本ではワーナーミュージック・ジャパンと提携しており、所属アーティスト数組を集めたイベント「FBR Night」を何度か開催している。

## 来歴
1996年、レス・ザン・ジェイクのドラマービニー・フィオレロ（Vinnie Fiorello）と、ジョン・ジャニック（John Janick）により、フロリダ州ゲインズビルにて設立される。その後1998年に本拠地をタンパに移動、2007年以降はニューヨークを拠点にしている。会社名のFueled by Ramenは和訳すると「ラーメンが燃料源」となるが、これはビニーがお金がなく、毎日ラーメンばかり食べていた事に由来する。アメリカではインスタントラーメンが缶詰食品などと並んで非常に安く購入できて、貧乏学生や貧困家庭などで親しまれて食べられるという文化から、その事をコミカルに社名として取り入れた。また会社のキャッチフレーズとして「NO FOOD. NO SLEEP. JUST RECORDS.（食わず、眠らず、レコード一筋）」を掲げ、「とにかく音楽一筋！貧乏でも、食べ物がなくても、睡眠時間が無くても、音楽を作るという事に没頭してレコード一筋！」という音楽に対する制作意欲と情熱を表明した。
2005年5月、フォール・アウト・ボーイの2ndアルバム『フロム・アンダー・ザ・コーク・ツリー』が全米アルバムチャートで9位を獲得。収録曲「Sugar, We're Goin Down」が全米シングルチャートで8位、「Dance, Dance」が9位を記録し、グラミー賞最優秀新人賞にノミネートされた。同年9月、パニック!アット・ザ・ディスコの1stアルバム『フィーバーは止まらない』が全米13位を獲得。収録曲「アイ・ライト・シンズ・ノット・トラジェディーズ」が全米で7位を記録する。また、この年フォール・アウト・ボーイのピート・ウェンツが主催するディケイダンス・レコード（Decaydance Records）が傘下レーベルとしてスタート、後に独立している。
2006年、ジム・クラス・ヒーローズの3rdアルバム『As Cruel as School Children』から「Cupid's Chokehold　feat. Patrick Stump」がHot100で4位を記録する。同年6月、YouTube上に公式チャンネルを創設。（2019年現在同チャンネルの総再生回数は、115億回に達している。）同年12月、創業者のビニーが会社を離れ、その後は新たにレーベルおよび出版社ペーパー＋プラスティック（Paper + Plastick）を設立している。
2007年2月、フォール・アウト・ボーイの3rdアルバム『インフィニティ・オン・ハイ』が全米1位を獲得。収録曲「This Ain't a Scene, It's an Arms Race」が全米で2位を記録した。
2009年9月、パラモアの3rdアルバム『Brand New Eyes』が全米2位、全英1位を獲得する。
2012年2月、FUN.の2ndアルバム『サム・ナイツ 〜蒼い夜〜』が全米3位を獲得。リードシングル「We Are Young feat. Janelle Monáe」が米英など世界各国で1位を獲得、さらにシングル「Some Nights」も全米で3位を記録するなどし、グラミーで最優秀楽曲賞と最優秀新人賞を獲得した。

## 主な所属アーティスト
- トゥエンティ・ワン・パイロッツ（Twenty One Pilots）
- コブラ・スターシップ（Cobra Starship）
- FUN.
- ジム・クラス・ヒーローズ（Gym Class Heroes）
- フォール・アウト・ボーイ（Fall Out Boy)
- パニック!アット・ザ・ディスコ（Panic! At The Disco）
- パラモア（Paramore）
- ローム（Rome）
- トラヴィー・マッコイ（Travie McCoy）
- アゲインスト・ザ・カレント（Against the Current）
- ONE OK ROCK（ONE OK ROCK）
- ア・デイ・トゥ・リメンバー （A Day to Remember)
- ナッシング・ノーホエア（Nothing,Nowhere）

## 過去に在籍していたアーティスト
- レス・ザン・ジェイク（Less Than Jake）
- ジ・アカデミー・イズ...（The Academy Is...）
- ザ・キャブ（The Cab）
- キュート・イズ・ワット・ウィ・エイム・フォー（Cute Is What We Aim For）
- フォール・アウト・ボーイ（Fall Out Boy）
- ヘイ・マンデー（Hey Monday）
- ザ・ハッシュ・サウンド（The Hush Sound）
- ジミー・イート・ワールド（Jimmy Eat World）
- パワースペース（Powerspace）
- ファントム・プラネット（Phantom Planet）
- ア・ロケット・トゥ・ザ・ムーン（A Rocket to the Moon）
- サブライム・ウィズ・ローム（Sublime With Rome）
- ザ・スウェラーズ (The Swellers)
- ディス・プロヴィデンス（This Providence）
- ヴァーサイマージ（VersaEmerge）
- イエローカード（Yellowcard）など

## 主なディスコグラフィー
- Fall Out Boy - From Under the Cork Tree（2005年）全米9位を記録、グラミー最優秀新人賞にノミネートされる[3]
  - "Sugar, We're Goin Down" 全米8位を記録[3]
  - "Dance, Dance" 全米9位を記録[3]
- Panic! at the Disco - A Fever You Can't Sweat Out（2005年）全米13位を記録[4]
  - "I Write Sins Not Tragedies" 全米7位を記録[4]
- Gym Class Heroes - "Cupid's Chokehold　feat. Patrick Stump"（2006年）全米4位を記録[5]
- Fall Out Boy - Infinity on High（2007年）全米1位を記録[3]
  - "This Ain't a Scene, It's an Arms Race" 全米2位を記録[3]
- Paramore - Riot!（2007年）米でプラチナディスクに認定される[6]
- Panic at the Disco - Pretty. Odd.（2008年）全米2位を記録[4]
- Paramore - Brand New Eyes（2009年）全米2位、全英1位を記録[6]
- Panic! at the Disco - Vices & Virtues（2011年）全米7位を記録[4]
- Gym Class Heroes - The Papercut Chronicles II（2011年）
  - "Stereo Hearts feat. Adam Levine" 全米4位を記録[5]
  - "Ass Back Home feat. Neon Hitch" 全米12位を記録[5]
- Fun. - Some Nights（2012年）全米3位を記録、グラミー最優秀新人賞を獲得[7]
  - "We Are Young feat. Janelle Monáe" 世界各国で1位を記録、米で5×プラチナディスクに認定、グラミー最優秀楽曲賞を獲得[7]
  - "Some Nights" 全米3位を記録、米で4×プラチナディスクに認定される[7]
- Twenty One Pilots - Vessel（2013年）Alternative Pressが年間ベストアルバム1位に選出[8]
- Paramore - Paramore（2013年）米英で1位を記録、Drowned in SoundやA.V. Clubなどが年間ベストアルバムの一つに選出[6][9]
  - "Still Into You" 米でプラチナディスクに認定される[6]
- Fall Out Boy - Save Rock and Roll（2013年）全米1位を記録[3]
- Panic! at the Disco - Too Weird to Live, Too Rare to Die!（2013年）全米2位を記録[4]